# 久保田 (企業)
久保田株式会社（日语：株式会社クボタ，英语：Kubota Corporation）是一家成立于1890年的日本企業。本社位於大阪府大阪市浪速區。

## 主要製品
產業機械（農業機械、建設機械等）、產業用發動機、基礎建設（汙水淨化、下水道系統、產業用鋼管等）。它同时在东证1部和大证1部上市。